# サルニツァ
サルニツァ（ブルガリア語: Сърнѝца, ラテン文字転写: Sarnitsa, Surnica）は、ブルガリア南部のパザルジク州にある小さな町。人口3452人（2016年）、3579人（2011年）。2003年9月16日に町制施行し、2015年1月には同名のサルニツァ市の行政の中心地となった。原生林が広がるロドピ山脈の奥地に位置するため、独特な建築様式や雰囲気が今なお残り、近くのドスパトダムとともに観光客の目的地となっている。
ポマクと呼ばれるムスリム・ブルガリア人が多くみられる。人口統計上は高齢化が進行していて、14歳以下の子どもの割合が15.2%である反面、高齢者は11.2%を占める。80歳以上の高齢者はおよそ60人いる。